# Cantillana
Cantillana település Spanyolországban, Sevilla tartományban. Cantillana Brenes, Villaverde del Río, Castilblanco de los Arroyos, El Pedroso, Villanueva del Río y Minas, Tocina és Carmona községekkel határos. Lakosainak száma 10 728 fő (2024).

## Népesség
A település népessége az elmúlt években az alábbi módon változott:
| Lakosok száma | 8989 | 9289 | 9927 | 10 627 | 10 921 | 10 842 | 10 612 | 10 684 | 10 751 | 10 728 |
|               | 2001 | 2004 | 2007 | 2009   | 2012   | 2014   | 2017   | 2019   | 2022   | 2024   |